# Neozygoneura acuta
Neozygoneura acuta är en tvåvingeart som först beskrevs av Werner Mohrig 2003.  Neozygoneura acuta ingår i släktet Neozygoneura och familjen sorgmyggor.
Artens utbredningsområde är Costa Rica. Inga underarter finns listade i Catalogue of Life.